# Enheduanna (cráter)

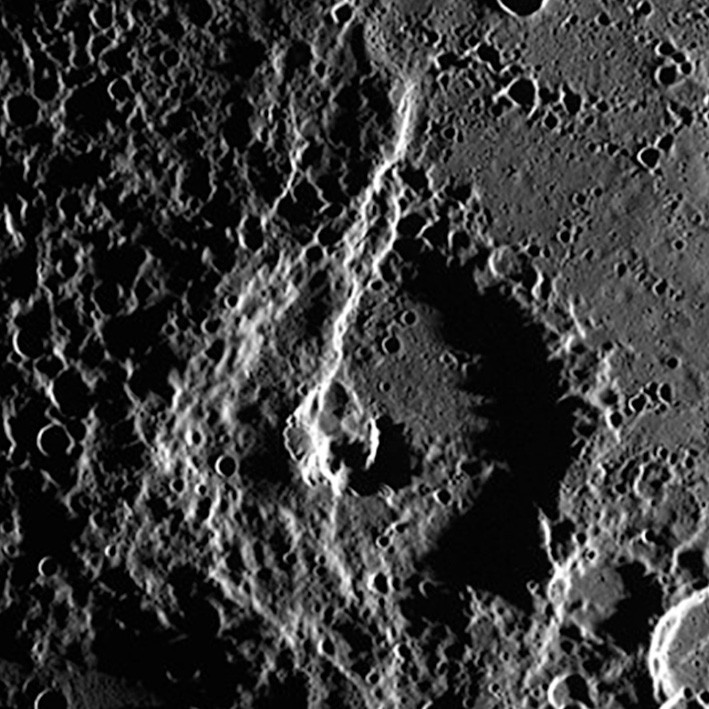
Un primer plano del recién nombrado cráter Enheduanna en Mercurio (2015).

Enheduanna es un cráter de impacto de 105 km de diámetro del planeta Mercurio. Debe su nombre a la poetisa sumeria Enheduanna (2285 aC - 2250 aC), y su nombre fue aprobado por la  Unión Astronómica Internacional en 2015.